# NGC 4983
NGC 4983 је спирална галаксија у сазвежђу Береникина коса која се налази на NGC листи објеката дубоког неба.
Деклинација објекта је + 28° 19' 15" а ректасцензија 13h 8m 27,4s. Привидна величина (магнитуда) објекта NGC 4983 износи 14,0 а фотографска магнитуда 14,9. NGC 4983 је још познат и под ознакама MCG 5-31-138, CGCG 160-147, PGC 45542.